# Paris Saint-Germain Football Club 1992-1993
Questa voce raccoglie le informazioni riguardanti il Paris Saint-Germain Football Club nelle competizioni ufficiali della stagione 1992-1993

## Stagione
Gli investimenti effettuati dal gruppo di Canal+ fruttarono a partire dalla stagione 1992-1993, in cui il Paris Saint-Germain lottò fino in fondo per la conquista dei titoli delle competizioni in cui era impegnato. In campionato i parigini, dopo un buon inizio, inseguirono nella parte finale l'Olympique Marsiglia, arrendendosi con una giornata di anticipo.
In Coppa UEFA la squadra giunse invece fino alle semifinali (grazie soprattutto alla rimonta nei quarti contro il Real Madrid, il cui 3-1 ottenuto all'andata fu rovesciato con un 4-1 incassato al ritorno), dove fu fermata dalla Juventus, che vinse di misura entrambi gli incontri. Più fortunata per i parigini fu l'avventura in Coppa di Francia: vincendo tutte le partite senza subire gol, la squadra giunse fino in finale dove travolse per 3-0 il Nantes, mantenendo quindi la porta inviolata durante l'intera manifestazione.

## Maglie e sponsor
Per la stagione 1992-1993 la Nike propose una fantasia inedita sulle maglie del Paris Saint-Germain, la cui prima divisa è bianca con le maniche a sfumature blu e rosse. Nella seconda divisa i colori sono invertiti. Lo sponsor principale diviene Commodore mentre al posto di Müller viene introdotto Tourtel.
| Casa | Trasferta |

## Organigramma societario
Area direttiva
- Presidente onorario: Henri Patrelle
- Presidente: Michel Denisot

Area tecnica
- Allenatore: Artur Jorge
- Allenatore in seconda: Denis Troch

## Rosa
| N. |                    | Ruolo | Calciatore        |
| -- | ------------------ | ----- | ----------------- |
|    | Francia (bandiera) | P     | Bernard Lama      |
|    | Francia (bandiera) | P     | Richard Dutruel   |
|    | Francia (bandiera) | D     | Francis De Percin |
|    | Francia (bandiera) | D     | Paul Le Guen      |
|    | Brasile (bandiera) | D     | Ricardo           |
|    | Francia (bandiera) | D     | Alain Roche       |
|    | Francia (bandiera) | D     | Antoine Kombouaré |
|    | Francia (bandiera) | D     | Patrick Colleter  |
|    | Francia (bandiera) | D     | Francis Llacer    |
|    | Francia (bandiera) | D     | Jean-Luc Sassus   |

| N. |                    | Ruolo | Calciatore         |
| -- | ------------------ | ----- | ------------------ |
|    | Francia (bandiera) | C     | Bruno Germain      |
|    | Francia (bandiera) | C     | David Ginola       |
|    | Francia (bandiera) | C     | Vincent Guérin     |
|    | Francia (bandiera) | C     | Pierre Reynaud     |
|    | Brasile (bandiera) | C     | Valdo Filho        |
|    | Francia (bandiera) | C     | Laurent Fournier   |
|    | Francia (bandiera) | C     | Joël Cloarec       |
|    | Francia (bandiera) | A     | Daniel Bravo       |
|    | Francia (bandiera) | A     | François Calderaro |
|    | Liberia (bandiera) | A     | George Weah        |

## Statistiche

### Statistiche di squadra
| Competizione     | Punti | Totale | Totale | Totale | Totale | Totale | Totale | D.R. |
| Competizione     | Punti | G      | V      | N      | P      | Gf     | Gs     | D.R. |
| ---------------- | ----- | ------ | ------ | ------ | ------ | ------ | ------ | ---- |
| Division 1       | 51    | 38     | 20     | 11     | 7      | 61     | 29     | +38  |
| Coppa di Francia | -     | 6      | 6      | 0      | 0      | 9      | 0      |      |
| Coppa UEFA       | -     | 9      | 4      | 3      | 2      | 13     | 7      |      |
| Totale           |       | 53     | 40     | 14     | 9      | 83     | 36     |      |